# 西 (ふじみ野市)
西（にし）は、埼玉県ふじみ野市の町名。現行行政地名は西一丁目から西二丁目。住居表示実施済み区域。郵便番号は356-0005。

## 歴史
- 2005年（平成17年）10月1日　- 入間郡大井町と合併してふじみ野市になり、ふじみ野市の町丁となる。

## 世帯数と人口
2022年（令和4年）8月1日現在の世帯数と人口は以下の通りである。
| 町丁     | 世帯数    | 人口    |
| -------- | --------- | ------- |
| 西一丁目 | 918世帯   | 1,794人 |
| 西二丁目 | 989世帯   | 1,807人 |
| 計       | 1,907世帯 | 3,601人 |

## 小・中学校の学区
市立小・中学校に通う場合、学区（校区）は以下の通りとなる。
| 丁目 | 小学校               | 中学校                 |
| ---- | -------------------- | ---------------------- |
| 全域 | ふじみ野市立西小学校 | ふじみ野市立福岡中学校 |

## 交通

### 鉄道
地内に鉄道は敷設されていない。最寄り駅は上福岡駅である。

### 道路
- 国道254号
- 市道幹線10号線（駅前通り）
- 西本通り
- にこにこ通り[5]

## 施設
- ふじみ野市立西小学校
- たんぽぽ第二保育園
- 飯能信用金庫ふじみ野支店
- 西公園 - 最南部に所在

※ 西中央公園は隣の霞ヶ丘に立地する。